# Ashibusa
Ashibusa là một chi bướm đêm thuộc họ Cosmopterigidae.